# Otariide
Otariidele sau focile cu urechi (Otariidae) sunt o familie de mamifere marine care cuprinde formele cele mai puțin specializate dintre pinipede. Pielea este subțire și acoperită cu două straturi de peri (unii scurți, lânoși și alții lungi - de contur), cu excepția membrelor anterioare și posterioare, care sunt golașe. Membrele posterioare (înotătoarele posterioare) sunt bine dezvoltate și le pot îndrepta înainte și așeza sub abdomen ca să se sprijine pe ele, participând împreună cu membrele anterioare (înotătoarele anterioare) la cățărarea și deplasarea pe uscat. La înot se folosesc de membrele anterioare.  Când se odihnesc în largul mărilor și oceanelor, scot în afara apei și mișcă membrele în diferite poziții. La cap se observă distinct urechile externe mici. Au vibrize netede. Formula dentară este: 3•1•4•2/2•1•4•1; incisivii  superiori  sunt  bifizi. Craniile au evidente procese supraorbitale și creste sagitale - aceasta din urmă mult mai dezvoltată la masculi.
Masculii au testiculele în scrot, iar femelele au două perechi de mamele. Au un dimorfism sexual pronunțat. Sunt animale poligame ce trăiesc în colonii mari.
Sunt răspândite mai ales în mările sudice, în zona vânturilor vestice. Numai unele trec ecuatorul spre nord, dar numai în Oceanul Pacific.

## Sistematica
Această familie cuprinde 16 specii.
- Subfamilia Arctocephalinae – Focile cu blană, otariile 
  - Genul Arctocephalus
    - Arctocephalus gazella – Otaria antarctică
    - Arctocephalus townsendi – Otaria de Guadelupa
    - Arctocephalus philippii – Otaria de Juan Fernandez
    - Arctocephalus galapagoensis – Otaria de Galapagos
    - Arctocephalus pusillus – Otaria brună
      - Arctocephalus pusillus pusillus – Otaria sud-africană
      - Arctocephalus pusillus doriferus – Otaria australiană

    - Arctocephalus forsteri – Otaria neozeelandeză
    - Arctocephalus tropicalis – Otaria subantarctică
    - Arctocephalus australis – Otaria sud-americană

  - Genul Callorhinus
    - Callorhinus ursinus – Otaria lui Pribilof, ursul de mare, foca nordică cu blană
- Subfamilia Otariinae – Leii de mare
  - Genul Eumetopias
    - Eumetopias jubatus – Leul de mare al lui Steller

  - Genul Neophoca
    - Neophoca cinerea – Leul de mare australian

  - Genul Otaria
    - Otaria flavescens  sau Otaria byronia – Leul de mare sud-american, leul de mare din Patagonia, foca cu coamă

  - Genul Phocarctos
    - Phocarctos hookeri – Leul de mare neozeelandez sau leul de mare al lui Hooker

  - Genul Zalophus
    - Zalophus californianus – Leul de mare californian
    - †Zalophus japonicus - Leul de mare japonez, dispărut în 1950
    - Zalophus wollebaeki – Leul de mare de Galapagos